# Stockholm Aikikai
Stockholm Aikikai är Sveriges äldsta, fortfarande existerande aikidoklubb. Klubben har, ända sedan starten, hållit till i en lokal i Brännkyrkahallens källare, i stockholmsförorten Midsommarkransen.
Stockholm Aikikai bildades 1964 med Jan Beime som den drivande gestalten. Under sent 1980- och tidigt 1990-tal vistades Jan Nevelius på klubben och fungerade som klubbledare, innan han tillsammans med flera andra gick vidare till att bilda Vanadis aikidoklubb.